# Emmanuel Neossi
Emmanuel Neossi est un commerçant, homme d'affaires et industriel camerounais.

## Biographie

### Enfance et débuts
Emmanuel Neossi est né dans l'arrondissement de Kékem. Il grandit dans les plantations de cacao. Après des études de comptabilité au lycée technique de Kékém, il se lance dans la culture du cacao. Avec l'aide de sa mère, il agrandit sa parcelle à 50 hectares.

### Carrière
Il est l'un de trois premier exportateurs de cacao au Cameroun, le premier de nationalité camerounaise. 

### Vie privée
Néossi est marié et père de 8 enfants.

### Œuvres
En 2018, il finalise la construction de Neo Industries, la première unité de transformation de la fève de cacao en Afrique noire. Le 26 avril 2019, il inaugure son usine à Kékém ayant coûté 54 milliards de FCFA dont 1,2 provenant de l'état camerounais. Avec une capacité de traitement de 32 000 tonnes de fèves de cacao par an ; 10 % de la récolte camerounaise. Le Cameroun broie environ 32 % du taux de broyage et compte atteindre 40 % avec Néo Industry. En 2022, la presse annonce le démantèlement de l'usine de Néossi à Kekem à la suite de difficultés de remboursement d'emprunts. 